# Окремий морський курінь ім. Сагайдачного
Окремий морський курінь ім. Сагайдачного (Чорноморський / Морський курінь імені гетьмана Петра Конашевича-Сагайдачного) ― українське військове піхотне утворення, сформоване у середині листопада 1917 року в Севастополі.
Організований 1917 року на основі севастопольського флотського півекіпажу підполковника Володимира Савченка-Більського. Чисельність куреня ― 612 офіцерів та матросів.
Командир ― підполковник Плещук, також у складі куреня були відомі діячі українського руху на Чорному морі: боцман Іван Прокопович, штурман Іван Усенко, прапорщик морської піхоти Дмитро Величко, мічман (або прапорщик) Д. Дежур, голова Севастопольської української чорноморської громади прапорщик Яким Христич, секретар громади однорічник Михайло Михайлик.
У першій половині листопада 1917 року Рада Чорноморської Української Громади міста Севастополя отримала з Генерального секретаріату військових справ УЦР повідомлення за підписом Симона Петлюри про те, що збольшевичений полк донських козаків прямує до Києва з метою повалення УЦР. У відповідь Рада за погодженням із представниками рад військових громад і впливовими членами Севастопольської Ради депутатів армії, флоту та робітників надіслала до президії та Генерального секретаріату військових справ УЦР телеграму з повідомленням про те, що Чорноморський флот висилає до Києва корпус озброєних моряків. Ця телеграма була опублікована у київських часописах, однак про відправку моряків до Києва тоді не йшлося. Незабаром Генеральний секретаріат військових справ УЦР повідомив Раді Чорноморської Української Громади міста Севастополя, що донці змінили свій маршрут. Пізніше на вимогу Ради та її місцевих осередків Севастопольська Рада депутатів армії, флоту та робітників дала згоду на похід моряків на Київ для «охорони УЦР» — у тому числі й за наполяганнями української фракції.
1917 був відправлений до Києва задля посилення військової моці Української Центральної Ради. Разом із куренем до Києва прибули підполковники Савченко-Більский і Вадим Богомолець та прапор, який незадовго до цього піднімали на лінкорі «Воля». На ньому була зображена жінка, як уособлення України, та містився напис «Не плач Мамо, не журися, Твої сини на морі добувають Тобі Волю — усміхнися».
Увечері 18 листопада 1917 року бойовий підрозділ у складі 612 матросів, старшин і підстаршин флоту та морської піхоти, озброєних 600 рушницями і 10 кулеметами «Люїс» із відповідною кількістю набоїв та споряджених зимовою амуніцією, вирушив на Київ ешелоном з 30 товарних вагонів, що формувався три дні. 23 або 24 листопада бійці куреня прибули до Києва, де їх зустрів член Ради Чорноморської Української Громади міста Севастополя Володимир Савченко-Більський, що презентував Українську генеральну морську раду: він допоміг воякам їм облаштуватися в приміщенні «колишньої юнацької школи» на Тимофіївській вулиці (нині — вулиця Михайла Коцюбинського). Ймовірно, це був будинок № 12 — історична будівля колишньої гімназії Ґотліба Валькера, в якій пізніше розташовувалося Друге реальне училище (в наші дні — спеціалізована школа № 135). У пресі також було зафіксовано іншу адресу розташування Чорноморського куреня — будинок № 51 на вулиці Фундуклеївській (нині — Богдана Хмельницького), колишня садиба Г. Міхельсон, у якій до 1913 року діяли Вищі жіночі курси. За переданою Савченком-Більським пропозицією Української генеральної морської ради, вояки Чорноморського куреня зі зброєю та прапорами промаршували вулицями Києва до будівлі УЦР, де їхній парад прийняли голова УЦР Михайло Грушевський, голова Генерального військового комітету Симон Петлюра, прем'єр-міністр уряду Володимир Винниченко та деякі неназвані члени УЦР. Того дня відбувалося засідання Малої Ради УЦР, під час якого Яким Христич привітав його учасників від імені українців-моряків Чорноморського флоту та бійців Чорноморського куреня і повідомив, що загін, який прибув до Києва з Севастополя, віддає себе до послуг УЦР і боронитиме її всіма засобами.
У ніч проти 25 листопада 1917 року Чорноморський курінь під час патрулювання Подолу зазнав перших втрат: двох матросів унаслідок бандитського нападу було поранено, одного — Олександра Костюка — вбито. Про його загибель під час чергового засідання Малої Ради УЦР за матеріалами позачергової заяви комісара куреня Якима Христича повідомив Михайло Грушевський, після чого присутні вшанували пам'ять полеглого чорноморця вставанням та ухвалили оформити вінок на його могилу. Олександра Костюка поховали 27 листопада 1917 року на кладовищі Флорівського жіночого монастиря.
Саме морякам довелося вперше репрезентувати українську збройну силу перед іноземними військовими аташе. Коли 3 грудня 1917 року до Києва прибули військові місії країн Антанти (Англії, Франції, Італії, Японії, Румунії, Сербії та Бельгії), на залізничному вокзалі Києва їх зустрічав комендант міста генерал Олександр Цицович з почесною вартою, до складу якої входив у тому числі Чорноморський курінь у складі 60 матросів під проводом ад'ютанта генерального секретаря військових справ Юрія Гасенка.
Для матросів-чорноморців, що перебували у Києві, у відділі позашкільної освіти при секретаріаті освітніх справ було заплановано організувати загальноосвітні курси, що мали тривати 25 днів — з 3 по 28 грудня 1917 року. Очікувалося проведення систематичних занять з наступних дисциплін: 1) національне питання, 2) історія України, 3) історія української літератури, 4) політична економія, 5) географія України, 6) українська мова. Крім систематичних курсів, планувалася організація деяких епізодичних лекцій.
У другій половині січня 1918 року, коли до Києва підходили більшовицькі збройні формування під командуванням Міхаіла Муравйова, Рада Чорноморської Української Громади міста Севастополя отримала з Києва від коменданта Чорноморського куреня підполковника Плещука повідомлення про те, що місцеві збольшевичені робітники підняли повстання проти уряду УНР і що Чорноморський курінь проголосив себе нейтральним. Комісар куреня Яким Христич, прибувши з Севастополя до Києва, застав підрозділ «здекомплектованим і байдужим до всього, що діється в Києві»: частину бійців куреня охопила паніка через большевицьку антиукраїнську пропаганду та перспективу повстання в Києві, внаслідок чого більш ніж половина матросів «самовільно кудись зникла». Під час таємної наради проводу куреня було прийнято рішення "відпустити в безтермінову відпустку «рожево-почервонілих» матросів, унаслідок чого курінь зменшився приблизно до 225 бійців, беззастережно вірних командуванню. У цьому складі моряки ліквідували «примітивне» повстання збольшевичених робітничих організацій Києва на Єврейському базарі та на Подолі: в боях курінь здобув два кулемети «Максим» та кілька десятків рушниць, але втратив ще трьох бійців — Гната Ониська, Трохима Муху та Якова Перейму, які були поховані з військовими почестями на цвинтарі Флорівського жіночого монастиря.
Під час страйку робітників у Києві, внаслідок якого припинили роботу електростанція, водогін, пекарня та трамваї, по нараді в коменданта міста Михайла Ковенка провідник Чорноморського куреня Плещук на чолі 50 моряків вирушив до міського водогону, де застав чергове засідання 12 членів «страйкового комітету»: всі вони були роззброєні та обшукані, після чого ухвалили рішення про припинення страйку та довели його телефонним зв'язком до відома районних комітетів. Керівника страйкарів Тімофєя Волобуєва було взято в заручники і відпущено лише тоді, коли в Києві було відновлено електро- та водопостачання. На початку лютого 1918 року Симон Петлюра попрохав бійців Чорноморського куреня про допомогу у знешкодженні збройних банд грабіжників на станціях Київ-пасажирський і Київ-товарний. Комендант куреня Плещук сформував два відділи по 50 моряків; на обох станціях бійці куреня спочатку дали попереджувальні постріли в повітря, після чого, не домігшись результатів, за наказом командира відкрили вогонь по мародерах, які розбіглися без опору, покинувши вбитих і поранених. Акція допомогла повернути спокій і порядок на обох станціях на кілька днів, проте обставини її проведення викликали роздратування Петлюри, оскільки бійці куреня, всупереч його поглядам, «не по-людськи поступили, забиваючи збаламучених людей».
У ніч проти 8 лютого 1918 року комендант Києва Михайло Ковенко оголосив евакуацію зі столиці: уряд і міністерства УНР, військова залога та міська міліція виїхали до Житомира, не повідомивши про це деяким не лише військовим одиницям, а й членам уряду. Того ж дня большевики оволоділи містом і незабаром оточили місце розташування бійців Чорноморського куреня, заарештувавшии моряків, за винятком Якима Христича, Тимоша Лучки та Прокопа Манджури, яким вдалося вибратися. Після того як до Києва зайшли більшовицькі війська, вояки підрозділу були замкнуті в Оперному театрі, 12 чи 15 із них (переважно керівників та старшин) згодом були страчені, решту вивезли у невідомому напрямку. Від інших українізованих морських частин, як згадував Святослав Шрамченко, мало що залишилось: «Упали перші вартові українського моря. Кров'ю припечатали відродження княжого й козацького панування на Чорнім морі».
15 лютого Яким Христич дістався Житомира, де на засіданні Малої Ради УЦР під проводом Михайла Грушевського повідомив про події в Києві, у тому числі про долю своїх полонених та розстріляних бійців, обвинувативши в їхній трагічній долі комендатури міліції та військової залоги, а також членів Народного міністерства морських справ УНР.